# Hajdu Ignác
Hajdu Ignác (Kisújszállás, 1824. november 20. – Túrkeve,  1880. április 25.) magyar jogász, országgyűlési képviselő.

## Családja
Túrkeve meghatározó nemesi családjából származott. Apja Hajdu Mihály nagykun kapitány. Házasságot nem kötött, gyermektelenül halt meg.

## Életpályája
Jogi tanulmányait a Budapesti Egyetemen végezte. 1851-ben  jogi tanulmányai befejezését követve kunszentmártoni járási bíróságra nevezik ki bírónak. 1869-ben Túrkevén baloldali jelöltként választják a Nagykun kerület országgyűlési képviselőjévé. Képviselői székét a következő választáson, 1872-ben, is megőrizte. 1875-ben romló egészségi állapota miatt már nem jelöltette magát. 
Országgyűlési beszédei megtalálhatók az Országgyűlési Naplóban.